# 44 gatti (serie animata)
44 gatti è una serie animata italiana ideata da Iginio Straffi nel 2018 tratta dal celebre brano omonimo del 1968, che funge da sigla. È stata realizzata in computer grafica dallo studio di animazione Rainbow in collaborazione con l'Antoniano di Bologna e con la partecipazione di Rai Ragazzi ed è composta da 2 stagioni per un totale di 104 episodi della durata di 10 minuti ciascuno. La prima stagione è stata trasmessa su Rai Yoyo dal 12 novembre 2018; la seconda stagione è stata pubblicata in anteprima su RaiPlay con i primi 13 episodi il 15 febbraio 2020 ed è iniziata regolarmente su Rai Yoyo dal 2 marzo, poi su Rai 2 dal 9 marzo. Il 17 giugno 2020 vengono pubblicati altri 13 episodi su RaiPlay, in onda su Rai Yoyo dal 29 giugno. Il 19 ottobre 2020 vengono pubblicati altri 13 episodi su RaiPlay, in onda su Rai Yoyo dal 26 ottobre.

## Trama
La serie racconta le avventure di quattro gattini musicisti che suonano in una band musicale, i Buffycats.

## Personaggi
- Lampo: il nome rappresenta il suo carattere, il gatto è infatti atletico e scattante e sempre sicuro di sé. È il cantante e chitarrista dei Buffycats. Lampo è un gatto tigrato rosso con il simbolo di un fulmine vicino all'occhio destro (chiaro omaggio alla foto di copertina dell'album Aladdin Sane di David Bowie). Indossa una maglietta con un fulmine e un cappellino con la visiera. È sempre pieno di energia e molto socievole con tutti, ma a causa del suo carattere sempre pronto ad accettare sfide ogni volta più difficili, finisce spesso nei pasticci. Lampo è coraggioso e ha paura solo delle visite mediche del dottore. Ha un potere speciale: i suoi baffi si arricciano per indicargli la giusta direzione o dove si trova un oggetto che sta cercando. Nella band è il leader, canta e suona la sua chitarra blu. La sua "cuccia" è la vecchia custodia di un contrabbasso, su cui ha attaccato delle foto con i suoi amici. Dietro l'apparente personalità forte e decisa, Lampo nasconde un profondo affetto per Milady che dei Buffycats è l'unica che sa come rimproverarlo quando lui esagera e a causa del suo carattere impulsivo, mette tutti nei guai. Insieme a Milady, Lampo adora giocare a calciagomitolo, pallagatta e pallacoda. In italiano è doppiato da Federico Campaiola.
- Milady: È una gattina di colore bianco, con gli occhi azzurri, intelligente e molto agile. Indossa una canottiera color giallo chiaro, dei pantaloncini di jeans e porta sempre in testa degli occhiali da sole a specchio, con la montatura rosa. È la bassista della band. Dorme all'interno di un vecchio monitor di computer vuoto, di colore verde acqua e tutt'attorno degli adesivi attaccati. Il suo lettino è collocato nel punto più alto della Clubhouse dove i Buffycats vivono, giocano e suonano. Milady è una grande appassionata di moda e per questo è una delle ammiratrici di Ambrogio, il gatto stilista. Grazie alla sua agilità è molto brava negli sport, sa giocare bene a pallacoda, ma soprattutto è un'esperta nel Miao-fu, un'arte marziale che le ha insegnato il maestro Kato. Milady all'apparenza sembra decisa e un po' severa, ma sotto sotto è una gattina molto dolce; ha un forte legame con la piccola e dolce Pilou e prova un grande affetto per Lampo. Milady ha il potere di scoprire quando qualcuno ha detto una bugia, infatti il suo pelo cambia istantaneamente colore diventando rosa. In italiano è doppiata da Gea Riva.
- Pilou: è dolce, sensibile e premurosa, ha il potere di calmare gli altri quando li guarda con i suoi occhioni dolci, solitamente accompagna il suo sguardo con un lieve, ipnotico "per favore..." È legatissima a Milady, la sua Buffycats preferita, che considera come una sorella maggiore. Nella band il suo strumento è la batteria su cui è disegnato il simbolo dei Buffycats, che è anche il logo della serie animata. Al contrario di Milady,appare sempre molto dolce, gentile e carina, ma nasconde una personalità più sicura e decisa di quanto possa sembrare. Questo lato del suo carattere emerge soprattutto quando può esibirsi sul palco e suona un assolo di batteria. La sua cuccia è formata da un vecchio tamburo senza membrana, di colore rosa e giallo, appeso in alto vicino al lettino di Polpetta. Pilou è molto affezionata a Neko il gatto fortunato. Pilou adora risolvere casi misteriosi e per farlo si trasforma in Pilou detective alla ricerca di indizi con la sua inseparabile lente d'ingrandimento. Adora inoltre fare il verso del suo animale preferito: la farfalla preistorica. In italiano è doppiata da Joy Saltarelli.
- Polpetta: è un gattone grande e grosso, ma tranquillo e pacioccone, ama mangiare, ma adora ancora di più divertirsi e perciò quando si tratta di giocare, nessuno riesce a fermarlo. Quando entra in azione non bada mai alle sue dimensioni, provocando disastri di ogni tipo. Polpetta è molto affettuoso con le due gattine della band ed è un inseparabile amico e compagno di avventure con Lampo. Tuttavia Polpetta, a tutti gli altri gatti del quartiere, appare per lo più pigro e mangione. Il suo potere è quello di percepire una situazione di pericolo prima che accada. La sua pancia improvvisamente brontola e si illumina, e a polpetta viene un'improvvisa fame di spaghetti e polpette. Polpetta è molto creativo e divertente e adora organizzare giochi per i suoi amici Buffycats, come il Gioco Azzecca e Trova, che consiste nel riconoscere e trovare tre oggetti scelti e disegnati da Polpetta. La sua cuccia è una grande valigia verde con un soffice cuscino all'interno e delle coccarde appese, ma a volte lo si può vedere dormire anche sulla vecchia sedia a dondolo di nonna Pina. Il suo strumento è una tastiera azzurra; a volte, quando suona per le prove di un concerto, preferisce indossare le cuffie, ed è anche un grande amico di Lampo, che viene considerato da quest'ultimo come un Braccio Destro. Uno dei sogni di Polpetta, a dispetto delle sue dimensioni, è quello di diventare il primo gatto volante della storia felina; Polpetta ci riuscirà con l'aiuto di un'invenzione di Edison. In italiano è doppiato da Francesco Falco.
- Nonna Pina: è la vecchina che abita nella casa dove vivono i Buffycats ed è la vicina di casa di Winston, ospita i Buffycats nella sua casa e si occupa di loro. Ama cucinare e preparare le sue speciali tagliatelle, in grado di ridare energia a lei ed i suoi gattini quando sono stanchi. Le tagliatelle sono preparate secondo una vecchia ricetta di famiglia e realizzate con un ingrediente segreto. Le tagliatelle di nonna Pina, hanno il potere di rendere più forti, agili e veloci i Buffycats. Nonna Pina è anche esperta nel nonna karate, e molto spesso si esibisce in vere e proprie acrobazie in casa. In italiano è doppiata da Michela Alborghetti.
- Isotta: la nipote di Nonna Pina, è vivace e sempre molto ottimista, è l'unica umana che possiede la capacità di parlare con tutti i gatti. Doppiata da Agnese Marteddu.

Antagonisti
- Winston: padrone di Boss, è il ricco e antipatico vicino di casa di nonna Pina. Possiede molti terreni e molti palazzi in tutta la città, ma la casa di nonna Pina è una delle poche aree che ancora non gli appartengono; per questo motivo Winston, vorrebbe radere al suolo la casa e costruirci un centro commerciale. Winston ha il giardino pieno di trappole per gatti, in cui anche il suo adorato Boss, a volte, rischia di cadere. Winston è sempre presuntuoso, arrogante, insolente e odia i fiori. Doppiato da Francesco Prando.
- Boss: un gatto bullo, prepotente e maleducato, è il diretto avversario fallito di Lampo e di conseguenza anche dei Buffycats. Ha due scagnozzi, Blister e Scab, che sono anche i suoi migliori amici. È convinto di essere il migliore in tutto: gastronomia, arte, ballo e moda, soprattutto perché segue l'esempio del suo padrone e per questo sfida sempre Lampo in ogni situazione, ma ha fallito; ma nonostante tutto questo, Boss ha dimostrato un lato gentile e in qualche modo “altruista” in “Alana, la gattina hawaiana” quando farà di tutto per recuperare l’idrante di Winston, e vincendo la gara di hula-hoop, questa volta in modo leale. Per un suo tornaconto personale ha aiutato i Buffycats in "Il Musical dei 44 Gatti" quando lui Blister e Scab si sono brevemente alleati con i Buffycats per realizzare il grande concerto finale, e in "Aida, gatto robot" quando Aida diventerà malvagia e i Buffycats e Boss hanno collaborato a fermarla (questo segnerà, anche, la prima volta in assoluto nella serie, che un antagonista collaborerà con i Buffycats contro un altro antagonista). Doppiato da Alessandro Quarta.
- Blister: uno degli scagnozzi di Boss, è infido con tutti ma sempre leale a Boss. E' più infido e cattivo nella seconda stagione. Doppiato da Francesco De Francesco.
- Scab: uno degli scagnozzi di Boss, è un tontolone ma sempre leale a Boss. Al contrario di Blister sembra essere diventato meno cattivo nella seconda stagione. Doppiato da: Emiliano Reggente.
- Trappole Per Gatti (Trappy): Sono I robotici scagnozzi di Winston, che in varie occasioni hanno tentato di catturare i BuffyCats (o dei loro amici) e sono programmati per provare a catturare tutti i gatti,tranne Boss,Blister e Scab.
- Brutus: il capo degli accalappiagatti della città, è arcigno e malefico e sempre alla ricerca di un gatto o di un altro animale da catturare.
- Bertie: accalappiagatti aiutante di Brutus, grosso e goffo, a volte entra in azione da solo e a bordo del furgone di Brutus gira per la città alla ricerca di gatti da catturare. Brutus e Bertie non riescono a resistere al potere di Pilou, per questo le cattive azioni dei due accalappiagatti, non vanno mai a buon fine.
- 100 orango tango ninja: Orango tango, che dopo esser scappato a Meow Paw, cercherà in tutti i modi di sconfiggerlo e di vendicarsi di lui, appare nella puntata "Il Saggio di Miao-Fu", è la sua unica apparizione, ma è spietato, malvagio e vendicativo.
- Uccellini: Non sono cattivi, ma quando si va in fattoria, mettono sempre briga e cercano di ostacolare Cornie e i suoi amici mici, il loro obbiettivo principale è quello di rubare cibo agli altri, e a volte le loro missioni vanno a buon fine.
- I Mostri della Discarica: sono mostri elettronici, che cercano di ostacolare Wrench e a volte anche i suoi amici mici, le loro più notevoli apparizioni sono: “Una giornata di pioggia”

### Amicimici
Stagione 1
Gatti
- I Boom-Boom Stepper sono un gruppo di ballo composto da tre gatti: Fancey Dancey: il leader del gruppo, indossa un vestito da tango (Doppiato da:Diego Suarez. Lola: il secondo membro del gruppo, è una gatta bianca con un vestito da principessa, è anche madre di una gattina di nome Hope. Doppiata da Michela Alborghetti. Jumpy: il terzo membro del gruppo, il suo modo di vestire ricorda la cultura rasta. Doppiata da Perla Liberatori.
- Le Pinky Paws il gruppo pop felino preferito di Pilou, il gruppo è composto da tre gatte molto fashion che si dimostrano un po' altezzose: Cherry la leader indossa un vestito color magenta. Doppiata da Letizia Ciampa. Lolly il secondo membro del gruppo, indossa un vestito verde acqua. Doppiata da Monica Vulcano. Betty il terzo membro, indossa un vestito viola. Doppiata da Elena Perino.
- Gas: è il gatto più puzzolente del quartiere, ma ha un grande cuore ed è innamorato di Snobine che invece è sempre elegante e profumata. I Buffycats lo aiuteranno a dichiararsi, e riescono perfino a convincerlo a fare un bagno. Doppiato da: Alberto Bognanni.
- Neko: è il gatto più fortunato del quartiere, ama circondarsi di molti portafortuna che sono l'essenza stessa della sua buona sorte. Doppiato da Davide Albano.
- Gaby: è la gatta reporter del quartiere. Gaby è sempre a caccia di scoop e nel suo giornale "il corriere del gatto" pubblicava sempre "notizie" e foto imbarazzanti. Grazie ai Buffycats, Gaby capirà che il suo comportamento è sbagliato e metterà a servizio di tutti i gatti del quartiere, le sue doti da reporter. A volte Gaby svolge il ruolo di presentatrice. Doppiato da Daniela Abbruzzese.
- Milky e Chock: sono due gatti gemelli che si esibiscono nel loro circo come clown. Si vogliono un gran bene ed i loro trucchi magici sono straordinari e vengono realizzati sempre con la partecipazione di entrambi i gatti clown. Doppiati da Paolo De Santis e Gianluca Crisafi
- Olimpio: è un gatto atleta campione in tutti gli sport e nelle Baffolimpiadi. Inizialmente non va d'accordo con Lampo per via del suo atteggiamento antipatico, ma poi i due faranno amicizia e continueranno a praticare sport insieme. Doppiato da Manuel Meli.
- Wrench: il gatto meccanico,vive e lavora alla discarica dove costruisce e aggiusta tutto, con dei rottami ha costruito la moto di Lampo e un sottomarino per esplorare il mare. Doppiato da Francesco De Francesco.
- Edison: il gatto inventore, è un brillante scienziato che progetta ogni giorno degli oggetti straordinari, ha inventato e regalato a Polpetta uno zaino con ali per il suo sogno di diventare il primo gatto volante della storia felina. Doppiato da Massimiliano Plinio.
- Cato: è il maestro di Milady dell'antica arte Miao-Fu. Doppiato da Andrea Lavagnino.
- Piperita: la gatta chef, gestisce un ristorante nel vicolo per tutti i gatti del quartiere, il suo padrone è Alfredo anch'esso cuoco e gestore di un ristorante. Doppiata da Ilaria Latini.
- Monsieur LaPalette: il gatto artista, ha un forte accento francese e possiede una galleria l'arte dove espone tutte le sue opere. Doppiato da Franco Mannella
- Ambrogio: è un gatto stilista, Milady è una grande ammiratrice delle sue creazioni, tiene le sue sfilate di moda nel seminterrato dell'hotel della città dove vive e lavora. Doppiato da Oreste Baldini
- Astricat: una gatta aliena rosa arrivata dal Pianeta Miao a bordo della sua astronave. Doppiata da Antilena Nicolizas.
- Agente K, Z e M: sono tre gatti in nero membri di un'organizzazione segreta che ha il compito di aiutare e proteggere i gatti alieni come Astricat. La loro centrale operativa è situata in un luogo segreto della città.
- Quatermain: un grande gatto archeologo sempre alla ricerca antichi tesori, i Buffycats aiuteranno Quatermain a trovare il tesoro di Tutankatmon. Il personaggio è una fusione e omaggio di Indiana Jones e Alan Quarterman. Doppiato da Gianfranco Miranda.
- Tutankatmon: il fedele gatto del Faraone Tutankhamon, vive in una tomba nascosta sotto il museo di storia, Quatermain e i Buffycats lo hanno risvegliato facendolo uscire dal suo sarcofago dopo un sonno durato 3000 anni. Doppiato da Enrico Chirico.
- Snoogie/Gatto Mascherato: un gatto supereroe che può trasformarsi grazie alla sua coperta che diventa un mantello e riesce a volare grazie alla sua coda, è l'idolo di tutti i gatti della città, la sua vera identità è quella del gattino Snoogie ed è conosciuto da tutti come il gatto più pigro del quartiere perché è perennemente stanco e dorme sempre,i Buffycats sono gli unici ad aver scoperto la sua vera identità e il suo segreto. Doppiato da Marco Vivio.
- Igor: il gatto russo del quartiere. È il gatto più forte, riesce a sollevare oggetti che per gli umani sono pesantissimi e lui li solleva con estrema facilità, e spesso svolge il ruolo di presentatore. È rispettato da tutti i gatti, per questo motivo svolge il ruolo di arbitro nelle sfide sportive e a pallacoda. È un gatto siamese con gli occhi azzurri, è sempre presente per gli amici e non si arrabbia mai, perché è molto comprensivo. Doppiato da Daniele Raffaeli.
- Cop: il gatto poliziotto, prende molto sul serio il compito di proteggere tutti i gatti del quartiere, è un poliziotto inflessibile e lo dimostrerà anche quando gli verrà chiesto di sorvegliare la galleria di LaPalette e proteggere il Gattobolo d'oro. Doppiato da Federico Talocci.
- Cream: il gatto gelataio. Vive e lavora in un grande laboratorio dove prepara gelati di tutti i gusti e gira la città con il suo carrettino per distribuirlo a tutti i gatti. Doppiato da Leonardo Graziano.
- Corney: il gatto agricoltore, vive in una fattoria dove Nonna Pina fa scorta di mele per le sue torte. Doppiato da Pierluigi Astore.
- Hope: la piccola gattina di Lola. Doppiata da Elena Giuliano.
- Archibald: lo zio di Lampo, ha un forte accento inglese ed è un maestro del galateo, vorrebbe che Lampo imparasse le buone maniere e cerca di insegnargli come si deve comportare per diventare un vero gentilgatto. Doppiato da Roberto Stocchi.
- Baby Pie: un cucciolo di gatto più piccolo di Pilou, è molto birichino e giocherellone e rompe tutto quello che tocca. Doppiato da Stefano Broccoletti
- Glitter: il gatto aiutante di Babbo Natale, porta sempre i suoi regali a tutti i gatti del mondo ed è l'unico che riesce a vedere il lato buono degli altri, anche in Boss. Doppiato da Corrado Conforti.
- Snobine: una gattina snob che vive nello stesso palazzo di Ambrogio, Gas si prende una cotta per lei e grazie ai Buffycats riesce a conquistare il suo cuore. Doppiata da Ilaria Latini.
- Fleur: la gatta fioraia gestisce una bancarella in un vicolo dove coltiva tutti i suoi fiori. Doppiata da Michela Alborghetti
- Cosmo: il gatto astronauta, sogna sempre di viaggiare nello spazio ed è convinto di essere stato il primo gatto a mettere piede sulla luna ed aver incontrato gli alieni. Doppiato da Stefano Broccoletti.
- Dr. Fisby: il gatto dottore che si occupa di tutti i gatti del quartiere ogni volta che stanno male. Doppiato da Massimiliano Plinio.
- Jungle: un gatto randagio che vive lontano dalla civiltà all'interno del giardino botanico del parco, si esprime solo in versi che riesce a capire solo Tata il pappagallo che vive anche lei nel giardino botanico.

Cani
- Terry: è un carlino spensierato e pasticcione a cui piace tanto essere amico dei gatti, ma così tanto che vuole diventare come loro e talvolta crede di essere veramente un gatto! Doppiato da Manuel Meli.
- Bucky: un cucciolo di cane che litiga spesso con la sorella Zoe. Doppiata da Alex Polidori
- Zoe: la sorella di Bucky con la quale litiga spesso. Doppiata da Giulia Tarquini
- Sandy: la cagnolina mamma di Bucky e Zoe. Doppiata da Daniela Abbruzzese.

Altri
- Ginny: è una piccola porcellina d'India che adora ballare, la sua specialità è il "Ballo del Girasole". Riesce a vincere la gara di ballo dei gatti del quartiere dopo un inizio della gara non impeccabile e nonostante fosse stata derisa. A fine gara, poiché non è un gatto, rifiuta il premio (un sacco di croccantini) e lo dona ai gatti del pubblico. È molto amica del gatto Cosmo, per il quale ha una cotta ricambiata. Doppiata da Ilaria Giorgino.
- Katali: è il cucciolo di cammello che Abdul, l'amico arabo di Winston porta sempre con sé, Katali può correre velocemente per molti chilometri bevendo solo dell'aranciata. Doppiato da Federico Di Pofi.
- Mamma Polipo: una gigante signora polipo che vive in una caverna in fondo al mare insieme al suo piccolo Baby polipo. Doppiata da Daniela Abbruzzese.
- Bongo: un orangotango dal pelo bianco, è un bravissimo ballerino che si esibisce nel circo di Milky e Chock e ballerà il tango assieme a Milady. Doppiato da Simone Crisari.

Stagione 2
Gatti
- Peppy: la nipotina di Milky e Chock vuole tanto diventare una grande gatta equilibrista e non un clown come invece vorrebbero i suoi zii, ma nonostante i suoi tentativi non riesce a fare il funambolo, mentre al contrario riesce far ridere e divertire tutti gli altri gatti quando si esibisce nelle sue attrazioni, i Buffycats l'aiuteranno a capire qual è il suo vero talento e ad apprezzare le sue grandi qualità da acrobata. Doppiata da Monica Volpe.
- Whisper: il gatto fantasma, stanco di essere invisibile a tutti, desidera di poter diventare visibile. I Buffycats dopo vari tentativi lo hanno aiutato a renderlo visibile agli occhi di tutti facendogli bere una bottiglia di latte. Doppiato da Alex  Polidori.
- Mimì: la gatta di Isotta, è la dottoressa dei cuccioli, ha aiutato Pilou con un dentino che le dondolava spiegandole quanto sia importante prendersi cura dei denti e che se un dente dondola, non c'è niente da temere. Doppiata da Loretta Di Pisa.
- Scribbly: un gattino giramondo, sempre disposto ad aiutare il prossimo e a conoscere nuovi amici. All’inizio si farà trasportare da Boss e diventerà temporaneamente il suo lacché. Doppiato da Alessandro Carloni.
- Stranogatto: un bizzarro gatto metà viola e metà azzurro che vive nel Mondo al Contrario, un luogo speciale dove tutto funziona al rovescio, i Baffycats lo hanno scoperto dopo che Polpetta ha mangiato un biscotto a testa in giù e hanno seguito Stranogatto attraverso uno specchio.Ogni volta che qualcuno dei Buffycats compie un'azione al contrario lo Stranogatto torna dal Mondo al Contrario a trovare i suoi amici. E' ispirato a 2 personaggi del romanzo Alice nel Paese delle Meraviglie, ovvero al Cappellaio Matto e allo Stregatto.
- AIDA (Assistente Interattivo Domestico Avanzato) : Un gatto robot creato da Edison, programmato per funzionare con un comando vocale che funziona solo con le voci dei Buffy Cats. AIDA teme le calamite, se un magnete le viene applicato sul pulsante dell'accensione AIDA smette di funzionare correttamente con risultati imprevedibili e catastrofici.
- Meow-Paw: E' il saggio maestro di Miao-fu, ed anche Nonno di Milady. È considerato una vera e propria leggenda perché in passato ha sconfitto da solo grazie alla sua "lingua della rana" 99 orangotango ninja. Tuttavia il centesimo orangotango ninja è riuscito a scappare e continuerà a cercare Meow-Paw allo scopo di vendicarsi. Doppiato da Vladimiro Conti.
- Will: Il leggendario Campione di GattoBasket, finito sulla sedia a rotelle, aiuterà Polpetta e i Buffycats a vincere l'incontro di GattoBasket contro Boss, Blister e Scab. Doppiato da Paolo Vivio.
- Zio Greg: è lo zio Ranger di Polpetta, che ama l'avventura e le escursioni in montagna. È coraggioso e non teme le difficoltà, ma è anche molto miope, quindi finisce sempre nei guai, riuscendo però a cavarsela sempre senza problemi. Riesce anche a bere l'aranciata più frizzante del mondo,senza volare,come succede di solito agli altri gatti Doppiato da Pierluigi Astore.
- Buddy e Derence: sono i due gatti cowboy di Miaocity, la città dei divertimenti dei gatti a tema western. Buddy è grande e grosso e un po' burbero, ma ha un grande cuore e una grande forza. Derence è il fratello di Buddy, agile, furbo e gran chiacchierone, ma anche buono e molto simpatico, ama l'avventura e le sfide. I due sono un chiaro riferimento e un omaggio a Bud Spencer e Terrence Hill, nonché al genere Spaghetti Western.
- Gattocarlo: il gatto presentatore, presenta tutte le gare dei gatti, ma quando Gattocarlo sale su un palco, gli viene la fifa gatta, doppiato da Carlo Conti.
- Blondie:  la gatta spia, di cui Milady è una grande fan, e con la quale parteciperà ad una missione, doppiata da Perla Liberatori.

Cani
- Sushi: la cagnetta di Isotta che ama viaggiare, esperta di culture e cucine internazionali, ama preparare piatti di ogni tipo, ma la sua vera specialità è il sushi.

Altri
- Mara: Un Ippopotamina arrivata (per sbaglio) nel giardino dei Buffycats,durante il percorso verso l'aeroporto, malgrado le difficoltà iniziali, Mara alla fine, riuscirà a tornare a casa grazie all' aiuto dei Buffycats. Mara non sopporta gli spazi chiusi, ma più di ogni altra cosa, desidera tornare in Africa.
- Tap Tap: Topo adulto, che i Buffycats aiuteranno quando Boss Blister e Scab hanno deciso di catturare i suoi figli nascosti in una tana nel giardino di Winston. Tap Tap è Papà di 3 topini Tic, Tac e Toe.

## Episodi
| N° | Titolo                            | Prima TV         |
| -- | --------------------------------- | ---------------- |
| 1  | Buffycats in missione             | 12 novembre 2018 |
| 2  | Un cucciolo da salvare            | 12 novembre 2018 |
| 3  | Cosmo, il gatto astronauta        | 13 novembre 2018 |
| 4  | Trappole per gatti                | 13 novembre 2018 |
| 5  | Gaby, la gatta reporter           | 14 novembre 2018 |
| 6  | Gas, il gatto puzzolone           | 14 novembre 2018 |
| 7  | La ricetta segreta di nonna Pina  | 15 novembre 2018 |
| 8  | Neko, il gatto fortunato          | 15 novembre 2018 |
| 9  | Un cane per amico                 | 16 novembre 2018 |
| 10 | Lampo al Gran Premio Miao Miao    | 16 novembre 2018 |
| 11 | Febbre da gatto                   | 17 novembre 2018 |
| 12 | La gara di Ballo                  | 17 novembre 2018 |
| 13 | Milady e il maestro di Miao-Fu    | 18 novembre 2018 |
| 14 | Il circo di Milky e Chock         | 18 novembre 2018 |
| 15 | Missione dogsitter                | 19 novembre 2018 |
| 16 | La mossa segreta di Polpetta      | 19 novembre 2018 |
| 17 | Missione sottomarina              | 20 novembre 2018 |
| 18 | Piperita, la gatta chef           | 20 novembre 2018 |
| 19 | Snobine, la gattina snob          | 21 novembre 2018 |
| 20 | Quattro gatti e un cammello       | 21 novembre 2018 |
| 21 | Pilou detective                   | 22 novembre 2018 |
| 22 | Il gioco dei Buffycats            | 22 novembre 2018 |
| 23 | Il gatto supereroe                | 23 novembre 2018 |
| 24 | Lampo alle baffolimpiadi          | 23 novembre 2018 |
| 25 | Ambrogio, il gatto stilista       | 24 novembre 2018 |
| 26 | Un nuovo amico per Pilou          | 24 novembre 2018 |
| 27 | Gatti in Nero                     | 25 febbraio 2019 |
| 28 | Lapalette, il gatto artista       | 25 febbraio 2019 |
| 29 | Paura del buio                    | 26 febbraio 2019 |
| 30 | Missione soffitta                 | 26 febbraio 2019 |
| 31 | Il gatto volante                  | 27 febbraio 2019 |
| 32 | Il tesoro di Tutankatmon          | 27 febbraio 2019 |
| 33 | Un pettirosso da salvare          | 28 febbraio 2019 |
| 34 | La sfida felina                   | 28 febbraio 2019 |
| 35 | Jungle, il gatto selvatico        | 1 marzo 2019     |
| 36 | Il gatto poliziotto               | 1 marzo 2019     |
| 37 | Archibald, il gentilgatto         | 2 marzo 2019     |
| 38 | Il monopattino di Pilou           | 2 marzo 2019     |
| 39 | La partita di pallacoda           | 3 marzo 2019     |
| 40 | Il dinosauro di Pilou             | 20 maggio 2019   |
| 41 | Il riciclo creativo dei Buffycats | 21 maggio 2019   |
| 42 | Il gatto di Babbo Natale          | 21 maggio 2019   |
| 43 | Il biscotto della fortuna         | 22 maggio 2019   |
| 44 | Cream, il gatto gelataio          | 22 maggio 2019   |
| 45 | I racconti dei Buffycats          | 23 maggio 2019   |
| 46 | Le Pinky Paws                     | 23 maggio 2019   |
| 47 | Polpetta, il gatto sonnambulo     | 24 maggio 2019   |
| 48 | Bongo l'orangotango               | 24 maggio 2019   |
| 49 | Una giornata in campagna          | 25 maggio 2019   |
| 50 | Missione mattarello               | 25 maggio 2019   |
| 51 | Il ciuccio di Pilou               | 26 maggio 2019   |
| 52 | Il musical dei 44 gatti           | 26 maggio 2019   |

| N°  | Titolo                                | Prima TV         |
| --- | ------------------------------------- | ---------------- |
| 53  | Un'opera d'arte gattastica            | 15 febbraio 2020 |
| 54  | Il talento di Peppy                   | 15 febbraio 2020 |
| 55  | Terry, gatto pompiere                 | 15 febbraio 2020 |
| 56  | Una bambina molto speciale!           | 15 febbraio 2020 |
| 57  | Il mistero del gatto fantasma         | 15 febbraio 2020 |
| 58  | Caccia al tesoro volante              | 15 febbraio 2020 |
| 59  | Sir Lamp, grande golfista             | 15 febbraio 2020 |
| 60  | Pilou e il dentino che dondola        | 15 febbraio 2020 |
| 61  | Scribbly, gattino randagio            | 15 febbraio 2020 |
| 62  | La gara di monopattino                | 15 febbraio 2020 |
| 63  | Nel mondo al contrario                | 15 febbraio 2020 |
| 64  | Scacco gatto!                         | 15 febbraio 2020 |
| 65  | Sushi, cagnolina giramondo            | 15 febbraio 2020 |
| 66  | Qual è il cane migliore?              | 17 giugno 2020   |
| 67  | Una giornata di pioggia               | 17 giugno 2020   |
| 68  | Aida, gatto robot                     | 17 giugno 2020   |
| 69  | Polpetta, gatto postino               | 17 giugno 2020   |
| 70  | Il torneo di gattobasket              | 17 giugno 2020   |
| 71  | Una giornata con zio Greg             | 17 giugno 2020   |
| 72  | Per un pugno di croccantini           | 17 giugno 2020   |
| 73  | Il tesoro di Barbagatta               | 17 giugno 2020   |
| 74  | Topolini da salvare                   | 17 giugno 2020   |
| 75  | Mara, l'ippopotamina                  | 17 giugno 2020   |
| 76  | Il mostro di Halloween                | 17 giugno 2020   |
| 77  | Il compleanno di nonna Pina           | 17 giugno 2020   |
| 78  | Il saggio di Miao-Fu                  | 17 giugno 2020   |
| 79  | Il gatto baratto                      | 19 ottobre 2020  |
| 80  | Tre gatti e un bebè                   | 19 ottobre 2020  |
| 81  | Gattocarlo, il gatto presentatore     | 19 ottobre 2020  |
| 82  | La gara di aquiloni                   | 19 ottobre 2020  |
| 83  | Missione puzzolona                    | 19 ottobre 2020  |
| 84  | Gattastrofe natalizia                 | 19 ottobre 2020  |
| 85  | Blondie, la gatta spia                | 19 ottobre 2020  |
| 86  | Selvaggi e coraggiosi                 | 19 ottobre 2020  |
| 87  | Le baffolimpiadi invernali            | 19 ottobre 2020  |
| 88  | Pulizia sottomarina                   | 19 ottobre 2020  |
| 89  | Merenda in fattoria                   | 19 ottobre 2020  |
| 90  | Missione spaziale                     | 19 ottobre 2020  |
| 91  | Il muro anti-gatto di Winston         | 19 ottobre 2020  |
| 92  | Terry e Cop gatti poliziotto          | 7 febbraio 2021  |
| 93  | Il gioco delle uova pasquali          | 7 febbraio 2021  |
| 94  | Una sorpresa per Isotta               | 7 febbraio 2021  |
| 95  | Mici sui pattini                      | 7 febbraio 2021  |
| 96  | Missione da supergatto                | 7 febbraio 2021  |
| 97  | Alla ricerca dell'ingrediente segreto | 7 febbraio 2021  |
| 98  | L'imbattibile Speedy Cheese           | 7 febbraio 2021  |
| 99  | Lampo, il gatto con gli stivali       | 7 febbraio 2021  |
| 100 | Il treno fantasma                     | 7 febbraio 2021  |
| 101 | Ritorno nel mondo al contrario        | 7 febbraio 2021  |
| 102 | L'asinello Ciù Ciù                    | 7 febbraio 2021  |
| 103 | Alana la gatta hawaiana               | 7 febbraio 2021  |
| 104 | Il panino più alto del mondo          | 7 febbraio 2021  |